# Дослидное (Херсонская область)
Дослидное (укр. Дослідне) — посёлок в Белозёрской поселковой общине Херсонского района Херсонской области Украины.
Почтовый индекс — 75014. Телефонный код — 5547. Код КОАТУУ — 6520385803.

## Население
Население по переписи 2001 года составляло 45 человек.

### Языковой состав
Родной язык населения по данным переписи 2001 года:
| Язык       | Численность, чел. | Доля     |
| ---------- | ----------------- | -------- |
| Украинский | 41                | 91,11 %  |
| Русский    | 4                 | 8,89 %   |
| Итого      | 45                | 100,00 % |

## Местный совет
75014, Херсонская обл., Белозёрский р-н, пос. Миролюбовка, ул. Зелёная, 24